# Krystyna Konecka-Betley

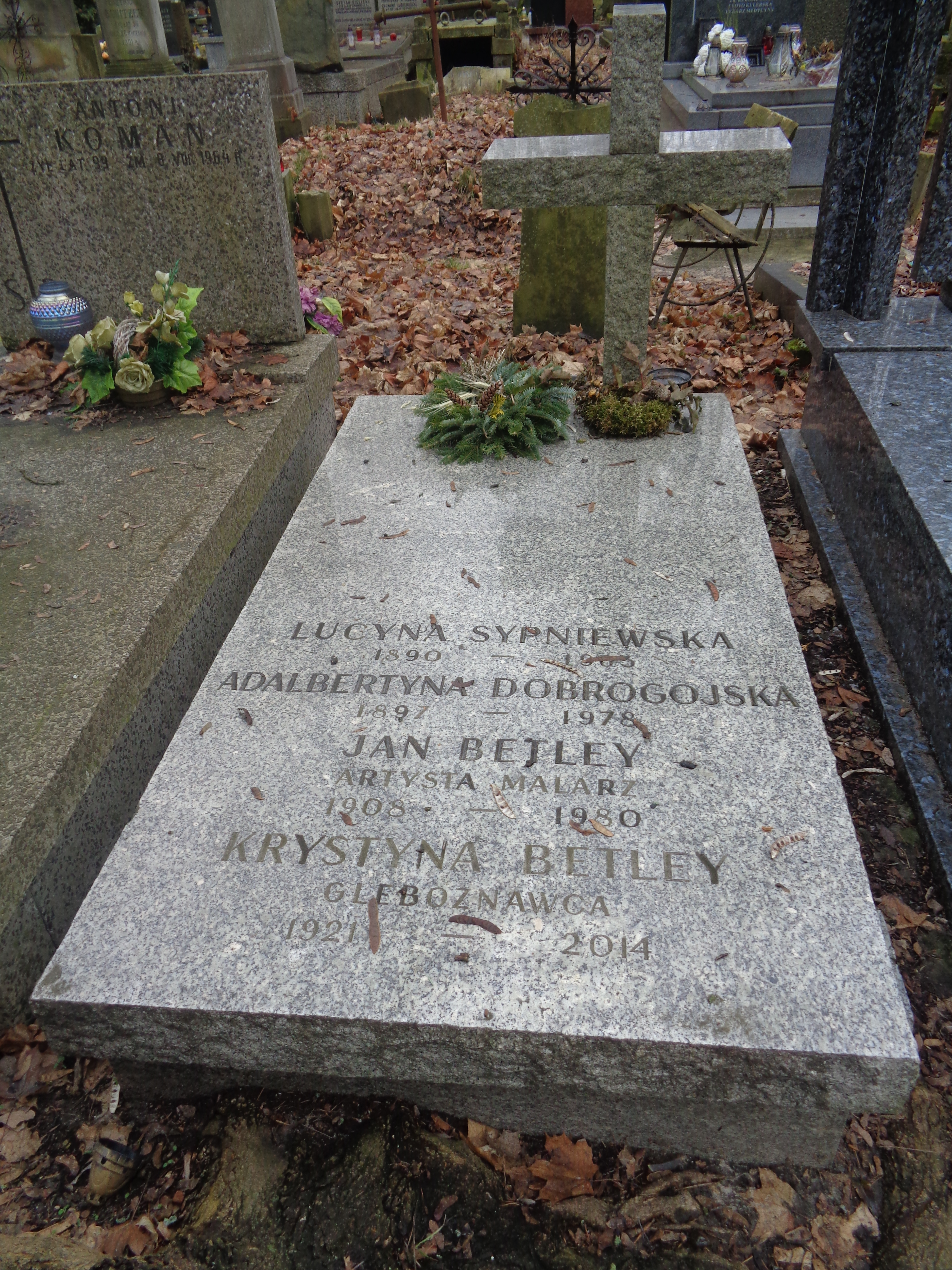
Grób Krystyny Koneckiej-Betley na cmentarzu Powązkowskim w Warszawie

Krystyna Konecka-Betley (ur. 21 stycznia 1921 w Dębach Szlacheckich, zm. 9 września 2014) – profesor, specjalizująca się w gleboznastwie, zwłaszcza temacie gleb kopalnych.

## Życiorys
W 1950 ukończyła Szkołę Główną Gospodarstwa Wiejskiego w Warszawie, w 1960 uzyskała stopień doktora, a doktora habilitowanego w zakresie gleboznawstwa w 1967. W 1978 została profesorem nadzwyczajnym, a zwyczajnym w 1989.
Życie zawodowe związała ze Szkołą Główną Gospodarstwa Wiejskiego w Warszawie. Pełniła tam m.in. funkcje kierowniczki Zakładu Genezy i Kształtowania Gleb w Instytucie Gleboznawstwa (od 1977 do 1982 ), prodziekana do spraw studenckich Wydziału Rolniczego (od 1984 do 1987). Była redaktorką naczelną „Roczników Gleboznawczych” od 1990 do 1999 i rady naukowej Kampinoskiego Parku Narodowego.
Jest autorką 152. prac oryginalnych. Jej badania obejmują zagadnienia takie jak geneza i systematyka gleb, procesy glebotwórcze, ochrona gleb, kartografia, wykorzystywanie badań nad glebami kopalnymi do rekonstrukcji środowiska przyrodniczego w plejstocenie i holocenie.
Po śmierci spoczęła na cmentarzu Powązkowskim (kwatera 264-6-10)

## Odznaczenia
- Krzyż Komandorski Orderu Odrodzenia Polski[4]
- Krzyż Kawalerski Orderu Odrodzenia Polski[2]
- Srebrny Krzyż Zasługi
- Medal Komisji Edukacji Narodowej[4]

## Uwaga
1. ↑  Rok śmierci w biogramie jest podany za datą widniejącą na grobie Krystyny Betley.